# Água magnetizada

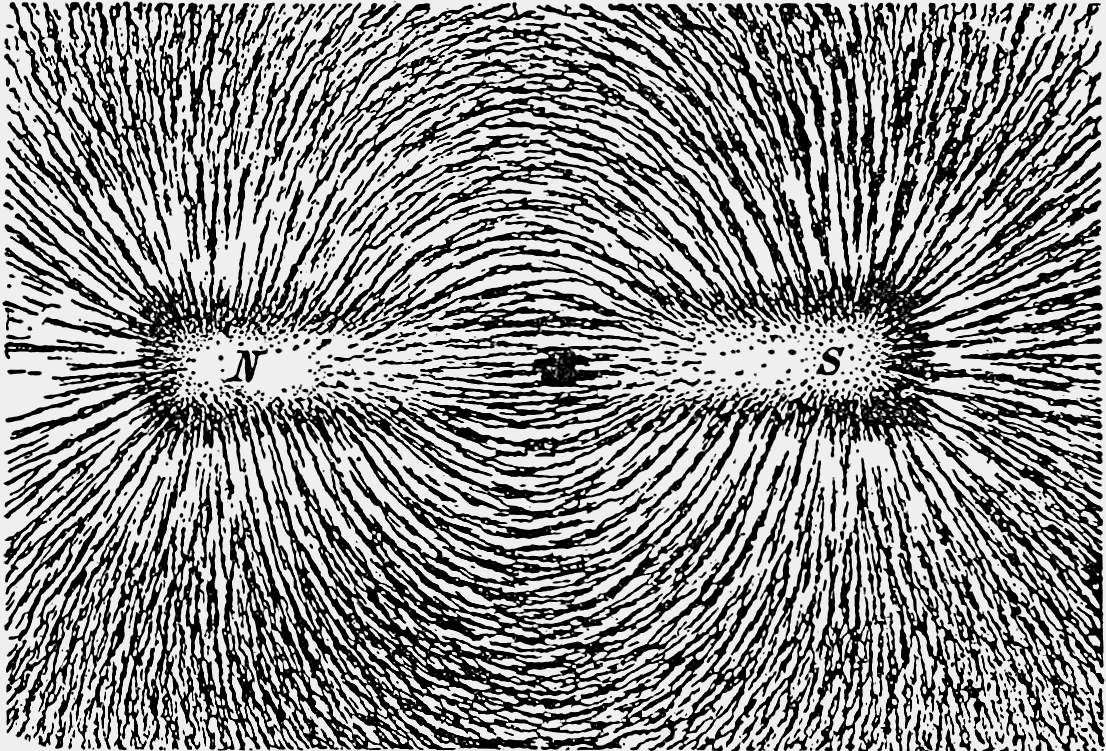
Campo magnético observável por limalha de ferro

Água magnetizada é um termo utilizado para descrever a água após sua exposição na presença de um campo magnético forte.
Este termo é comumente usado pela comunidade de medicina alternativa e holística, que, mesmo sem comprovações científicas, alegam melhoras da qualidade de vida de diferentes maneiras, mudança nas propriedades de materiais como o concreto, ou melhora na qualidade da carne e leite de gado.

## Processo de magnetização
O processo de magnetização da água se dá pela presença da água em um campo magnético forte, utilizando equipamentos que permitem a passagem de água por um tubo envolto em ímãs, ou mesmo a exposição de um recipiente contendo água parada na presença de campo magnético.

## Avaliação científica

### Botânica
Há artigos científicos na área de pesquisa de agronomia as quais apresentam resultados na germinação e no crescimento de frutos e sementes para plantas como: mudas de alface ou plantas do grão-de-bico.

### Zoologia
Nesta área de estudo, existem resultados os quais demonstram redução na glicose sanguínea de ratos com diabetes induzida além de uma diminuição no dano de seu DNA, entretanto experimentos utilizando o consumo de água magnetizada em bovinos não constatou nenhuma melhora significativa na quantidade ou qualidade da carne.

### Física
Há estudos na área de produção de concreto que argumentam que a manufatura do mesmo com água que passou pelo processo de magnetização rende um tipo de concreto com características diferentes do que aquele realizado de maneira ordinária, entretanto outros estudos sugerem que a utilização dessa água não apresenta modificações expressivas nas propriedades do material.
Além disso, há artigos demonstrando mudanças em propriedades físicas da água, como na entalpia, na tensão superficial e na viscosidade, bem como em características ópticas da água.

### Medicina
Existem empresas e sites que buscam a venda de equipamentos específicos para colocar a água nesse estado, alegando que o consumo desse tipo de água melhora a qualidade de vida e traz benefícios além do que a água comum proporciona. Porém, atualmente, não existe nenhum tipo de comprovação científica por revisão por pares que verifique tais alegações dos benefícios pelo consumo desse tipo de água por humanos.